# Гумно
Гумно или гувно, мјесто на коме се врши жито;  у настањеним планинским или другим врлетима мјесто на коме се људи састају, друже, договарају и играју. Одредила га је неприступачна и негостољубива конфигурација тла. То је мали хоризонтални плато ограђен, најчешће, каменом.

## Вук Караџић о гумну
“ У Црној Гори а и онуда по приморју гумна су постављена и околомеђена каменом. Онамо се највише по гумнима и игра (јер су многе куће по таквој врлети да ваља тражити мјесто гдје се може играти), а и људи по коломату њиховоме сједе и договарају се за различне ствари.“

## Гумно у обичајима
Гумно је једно од мјеста на коме се, по народном вјеровању, радо састају  демони, посебно они зли, и то најчешће  вјештице. По народном вјеровању вјештице се редовно састају 1. марта и о јесењој равнодневници, у глуво доба ноћи, али их има и у другим данима. Постојала су забрањена мјеста на која, по вјеровањима, ноћу није требало одлазити. (јаз (канал), ћуприја (мост), буњиште, раскршће али и гумно…)
Вјештица каже другарицама прије узлијетања:
“Ни о трн, ни о грм, већ на пометно гумно“.
У шумадијским селима се овако каже када се на небу спази „звезда“ (метеор), како би пала на гумно с вјештицама.
О гумну се још каже:
„Међу оне ствари које дјевојци не могу допасти броји се онамо и гумно.“
“Играх се златном јабуком,
По пољу по мједеноме,
По гумну по сребрноме.

## Гумно — симболичко значење
За неуког и примитивног човјека су по правилу, најважнија мјеста за његово постојање, била провокација као и извор сујевјерја (јаз којим се доводи вода на воденични точак, ћуприја којом се мосте обале, воденица која меље хљебно жито...). Та најважнија мјеста су елементарно била за њега и највећа брига. Њих ваља заштитити од демона, али и од људских страхова. Није новина да се страх куражи не би ли се побиједио.